# Ibn al-Chattab
Ibn al-Chattab (arabisch ابن الخطاب, DMG Ibn al-Ḫaṭṭāb; geboren 1969 in Arar, Saudi-Arabien als Samir Salih Abdullah as-Suwailim سامر صالح عبد الله السويلم; gestorben am 19. März 2002 in Tschetschenien) war ein saudischer Feldkommandant. Er war zunächst als islamistischer Kämpfer und später Kommandant von Rebellen im Kampf gegen sowjetische und russische Streitkräfte zunächst im Afghanistankrieg, seit 1993 im Bürgerkrieg in Tadschikistan und dem ersten Krieg um Bergkarabach und ab 1995 im Tschetschenienkrieg und im Dagestankrieg im Einsatz.

## Jugend und Kampf in Afghanistan
As-Suwailim stammte aus einer saudi-arabischen Familie tscherkessischer Herkunft und wuchs in Saudi-Arabien nahe der Grenze zum Irak auf. Seine Lehrer beschrieben ihn als religiös und hochintelligent. Nach dem Schulabschluss 1986 wollten ihn seine Eltern zum Studium in die USA schicken. Er entschied sich jedoch, nach Afghanistan zu gehen, wo er gemeinsam mit arabischen Islamisten gegen die sowjetische Besatzungsmacht kämpfte. Er wurde in Osama bin Ladens damaligem Stützpunkt al-Qaida militärisch ausgebildet.
Im Partisanenkampf gegen die Sowjetunion soll er ungewöhnlich entschlossen gehandelt haben. Nach dem sowjetischen Abzug besuchte er verschiedene Koranschulen, zu deren Absolventen auch die Taliban gehörten. Saudi-Arabien verweigerte ihm deshalb eine Rückkehr in die Heimat.

## Kampf in Tadschikistan und Tschetschenien
1993 ging er nach Tadschikistan und kämpfte dort im Bürgerkrieg. Zudem kämpfte er auch in Aserbaidschan. Im Frühjahr 1995 wechselte er nach Tschetschenien. Er führte rund 500 islamische Anhänger, gründete ein Ausbildungslager und verbündete sich mit dem tschetschenischen Kämpfer Schamil Bassajew, der wie er in einem Camp Bin Ladens in Afghanistan ausgebildet worden war.
Ibn al-Chattabs gut ausgebildete Einheit konzentrierte sich zunächst auf Angriffe auf russische Truppen, die sie in Hinterhalte lockte. 1998 und 1999 griffen sie von Tschetschenien aus Dörfer in Dagestan an und proklamierten sie anschließend zum islamischen Gebiet. Es sollte die Keimzelle eines islamischen Kalifatstaates im Kaukasus werden. Die dagestanische Bevölkerung leistete Widerstand und russische Truppen griffen ein. Der etwa dreiwöchige Dagestankrieg lieferte den Anlass zum Zweiten Tschetschenien-Krieg.
Ihm gelang es mit enormer finanzieller Unterstützung von Spendern und mit propagandistischer Unterstützung durch Prediger aus arabischen Ländern, junge Tschetschenen für fundamentalistische Überzeugungen zu gewinnen. In Tschetschenien wurden Videos populär, die zeigten, wie er eigenhändig gegnerische Spione köpfte. Zwischen 1996 und 1999 war die unter Führung von Ibn al-Chattab und Bassajew eingeführte Scharia offizielles Rechtssystem in Tschetschenien.

## Tod durch Gift
Salih Abdullah as-Suwailim alias Ibn al-Chattab starb am 19. März 2002 durch einen vergifteten Brief, der ihm von Ibragim Alauri, einem Boten, der von Agenten des russischen Inlandsgeheimdienstes FSB rekrutiert worden war, überreicht wurde. Der Brief war mit einem schnellwirkenden Nervengift, wahrscheinlich Sarin, präpariert worden.
Alauri soll später ermordet worden sein.
Viele seiner Anhänger verließen Tschetschenien und kämpfen seither im Irak, wie z. B. der ehemalige Feldherr Abu Omar. Abu l-Walid folgte ihm als Nachfolger des antirussischen Widerstandes.

## Politische Positionen
Auf die Frage nach seinen Ansichten zu den Terroranschlägen am 11. September 2001 antwortete al-Chattab, der primäre Grund dafür sei die Außenpolitik der Vereinigten Staaten gewesen. Er erklärte, dass in den Augen der gesamten Welt Israelis Muslime töteten, ihre Länder besetzten und nicht nach den Resolutionen der Vereinten Nationen handelten und Amerika dabei Israel unterstütze.